# Montebello (Kalifornija)
Montebello je grad u američkoj saveznoj državi Kalifornija. Prema popisu stanovništva iz 2010. u njemu je živjelo 62.500 stanovnika.